# Kathleen Petyarre
Kathleen Petyarre, née Kweyetwemp Petyarre, née vers 1940 et morte le 24 novembre 2018 à Alice Springs est une artiste peintre australienne aborigène de renommée internationale. 
Son art se réfère directement à son pays et à ses rêves. Les peintures de Petyarre ont parfois été comparées aux œuvres des expressionnistes abstraits américains. Elle a remporté plusieurs prix et est considérée comme l'une des « artistes les plus collectionnables d'Australie ». Ses œuvres sont très demandées lors des ventes aux enchères.

## Biographie
Kathleen Petyarre est née à Atnangkere, un important point d'eau pour les Aborigènes situé à la limite ouest d'Utopia Station (en), à 240 km au nord-est d'Alice Springs, dans le Territoire du Nord de l'Australie. Elle appartient au clan Alyawarre et parle Anmatyerr, l'anglais étant sa seconde langue. Petyarre est la nièce de l'artiste aborigène Emily Kame Kngwarreye et a plusieurs sœurs qui sont également des artistes de renom, parmi lesquelles Gloria, Violet, Myrtle et Jeanna Petyarre. Kathleen, avec sa fille Margaret et ses sœurs, s'installent à Iylenty (Mosquito Bore) à Utopia Station, près de son lieu de naissance.
Sa grand-mère paternelle lui apprend tout petite le récit de son ancêtre Arnkerrth, une vieille femme diable des montagnes appelée aussi « lézard épineux ». Les œuvres de Kathleen Petyarre représentent Arnkerrth se frayant un chemin à travers les dunes de sable et les trous de pierre du désert australien, négociant des températures et des conditions météorologiques extrêmes,.
Lors d'une visite à Wollongong, en Nouvelle-Galles du Sud, Kathleen Petyarre découvre le batik dans une commune hippie et a commencé à fabriquer son propre batik en 1977, avec le soutien de la linguiste et formatrice d'adultes Jenny Green. Petyarre a continué à produire des batiks avec d'autres femmes à Utopia jusqu'à la fin des années 1980, lorsque, en raison d'allergies aux produits chimiques qu'elles utilisaient, elle a commencé à développer son style caractéristique de peinture à l'acrylique sur toile.
Plusieurs de ses toiles se trouvent dans la collection du musée du Quai Branly - Jacques-Chirac. Elle a initié à la peinture et guidé dans ses premières œuvres Abie Loy Kemarre, sa petite-fille,,,.

## Analyse de l'œuvre

### Style
La technique de Petyarre consiste à superposer de très fins points de peinture acrylique sur la toile, évoquant la coutume aborigène de la peinture corporelle cérémonielle, pour construire des paysages abstraits. Les points sont utilisés pour représenter, entre autres, des fleurs et des spinifex, ou des nuages animés de sable, de grêle ou même de graines d'arbustes. Par ailleurs, des formes et des couleurs variées sont utilisées pour représenter des caractéristiques géographiques telles que des collines de sable, des cours d'eau et des trous de pierre. Son imagerie est décrite comme étant « à la fois macro et microcosmique ». Elle utilise la topographie d'un territoire et y ajoute des motifs traditionnels du temps du rêve.
La plupart des peintures de Petyarre décrivent les voyages de son ancêtre du temps des rêves, Arnkerrth, la vieille femme diable des montagnes, et témoignent des compétences traditionnelles des Aborigènes en matière de navigation terrestre. Elle a adopté une vue aérienne typique des œuvres d'art de sa région pour reconstituer les paysages mémorisés et exprimer ses rêves comme « un palimpseste à peine tangible, ombrageux, écrasé, pour ainsi dire, par les couleurs et les mouvements de la surface ». Elle décrit ses peintures comme « un regard sur mon pays pendant la période chaude, lorsque le pays change de couleur... ». J'aime donner l'impression que la peinture bouge, qu'elle voyage, mais c'est toujours la peinture de notre corps, toujours notre cérémonie».
En 1996, Kathleen Petyarre remporte le prix National Aboriginal & Torres Strait Islander Art Award (en) pour son œuvre intitulée Storm in Atnangkere Country II. Susan McCulloch Uehlin a écrit dans The Australian que Ray Beamish, le mari non autochtone de Kathleen Petyarre, prétendait être responsable du développement conceptuel de l'exécution de l'œuvre. Petyarre nie ces allégations. Le conseil des musées et des galeries d'art du Territoire du Nord mène une enquête qui ne s'avère pas concluante. La controverse n'a pas eu d'impact sur la demande des œuvres de Petyare sur le marché de l'art qui ont acquis une renommée internationale,,,.

## Prix et récompenses
- 1996 : lauréate du 13ème National Aboriginal & Torres Strait Islander Art Award (en) , Darwin, Australie[9].
- 1997 : lVisy Board Art Prize, the Barossa Vintage Festival Art Show, Nurioopta SA, Australia
- 1998 : finaliste, Seppelt Contemporary Art Awards, Museum of Contemporary Art Australia, Sydney, Australia[12]
- 1998 : People's Choice Award, Seppelt Contemporary Art Awards, Museum of Contemporary Art Australia, Sydney, Australie.

## Présence dans les collections muséales (liste non exhaustive)
- Royal Collection de la reine Elizabeth II[13].
- Metropolitan Museum of Art, New York, États-Unis[14].
- Musée des Confluences, Lyon, France[15]
- Musée du quai Branly, Paris, France
- Musée d'art aborigène (nl), Utrecht, Pays-Bas.
- National Gallery of Australia, Canberra, Australie[16].
- National Gallery of Victoria, Melbourne, Australie[17].
- Art Gallery of South Australia, Adélaïde, Australia[18].